# Machima
Machima är ett släkte av insekter. Machima ingår i familjen vårtbitare.
Kladogram enligt Catalogue of Life:
| Machima | \| \| Machima paranensis \| \| \| \| \| \| Machima phyllacantha \| \| \| \| \| \| Machima scalprum \| \| \| \| |
|         | \| \| Machima paranensis \| \| \| \| \| \| Machima phyllacantha \| \| \| \| \| \| Machima scalprum \| \| \| \| |
|         | Machima paranensis                                                                                             |
|         | |
|         | Machima phyllacantha                                                                                           |
|         | |
|         | Machima scalprum                                                                                               |
|         | |